# Агітпорцеляна

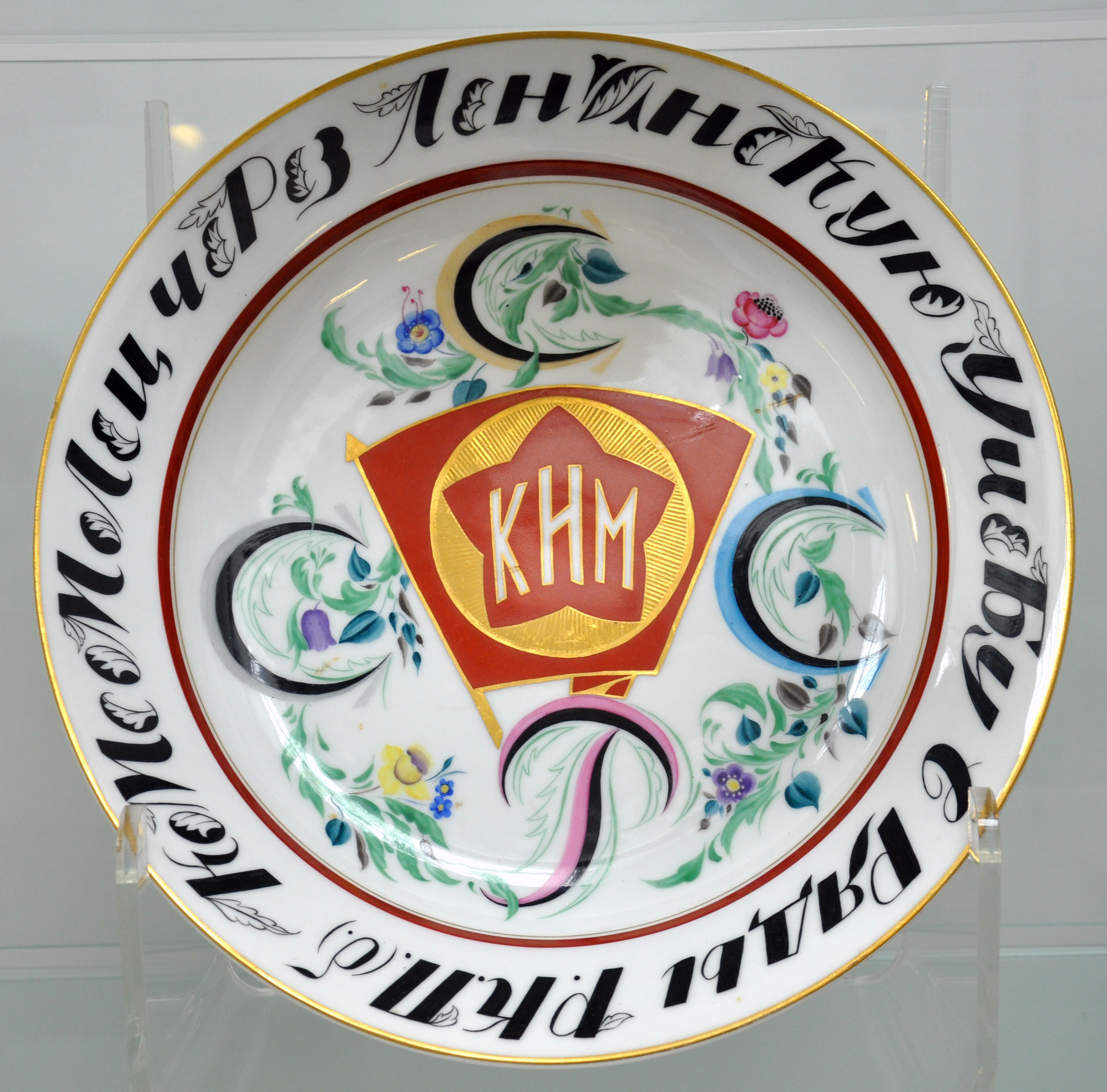
Радянська агітаційна порцеляна.

Агітаційна порцеляна (агітпорцеля́на) — різновид декоративно-ужиткового мистецтва, складова агітаційно-масового мистецтва.
Як засіб пропаганди агітпорцеляна виникла у Франції після Великої французької революції 1789—1794 років (порцеляновий завод у Невері). У Росії в перші роки більшовистської влади агітпорцеляну випускав Ломоносовський порцеляновий завод. Перші зразки агітпорцеляни в Україні виготовлено у 1924 році Павлом Губичевим на Будянському фаянсовому заводі «Серп і молот».
Найбільше агітпорцеляна в Україні поширилася у 1920-х — на початку 1930-х років. Її створювали заводські майстри і професійні художники та скульптори, зокрема Іван Українець, Микола Котенко, Пантелеймон Мусієнко, Іван Падалка, Жозефіна Діндо, Юхим Гаврилюк. Традиції продовжили художники Валентина Панащатенко, Павло Іванченко, Олександр Сорокін)  Олесандр Ярош, Дмитро Гоч, Іван Віцько, Микола Трегубов та Валентина Трегубова, Василь Єрмоленко, В. та Л. Шевченки, Владислав Щербина.
Композиції агітаційного характеру на вазах, тарелях, чайних сервізах присвячувалися Жовтневій революції, радянській сучасності, містять орнаментні мотиви з п'ятипроменевими зірками, серпом і молотом, колосками, знаряддями праці, а також написи. Серед сюжетів — портрети Карла Маркса, Володимира Леніна. Для декорування виробів застосовували техніку надполив'яного розпису з використанням аерографа, деколькоманії, друку, гумового штампа, фотокераміки.
В Українській РСР продукцію виготовляли на Баранівський, Городницький, Довбиський, Полонський, Коростенський порцелянові заводи.
Зразки української агітпорцеляни зберігаються у Національному музеї українського народного декоративного мистецтва та Національному музеї історії України у Києві, музеях Миргородського керамічного коледжу і Будянського фаянсового заводу, у Кам'янець-Подільському історичному музеї-заповіднику.